# سيدني روبنسون
سيدني روبنسون (بالإنجليزية: Sidney Robinson)‏ هو سياسي بريطاني (وحمل سابقاً جنسية المملكة المتحدة لبريطانيا العظمى وأيرلندا)، ولد في 6 يناير 1863، وتوفي في 6 ديسمبر 1956. حزبياً، نشط في الحزب الليبرالي.

## مناصب
- في الانتخابات العامة في المملكة المتحدة 1906 [الإنجليزية]‏، انتخب عضو برلمان المملكة المتحدة الـ28 عن دائرة Breconshire (UK Parliament constituency) [الإنجليزية]‏ (12 يناير 1906 – 10 يناير 1910).
- في الانتخابات العمومية البريطانية في يناير 1910 [الإنجليزية]‏، انتخب عضو برلمان المملكة المتحدة الـ29 عن دائرة Breconshire (UK Parliament constituency) [الإنجليزية]‏ (15 يناير 1910 – 28 نوفمبر 1910).
- في الانتخابات العمومية البريطانية في ديسمبر 1910 [الإنجليزية]‏، انتخب عضو برلمان المملكة المتحدة الـ30 عن دائرة Breconshire (UK Parliament constituency) [الإنجليزية]‏ (3 ديسمبر 1910 – 25 نوفمبر 1918).
- في الانتخابات العمومية البريطانية 1918 [الإنجليزية]‏، انتخب عضو برلمان المملكة المتحدة الـ31 عن دائرة بريكون ورادنورشير (14 ديسمبر 1918 – 26 أكتوبر 1922).